# C.AARMÉ (musikalbum)
C.AARMÉ är det svenska garagerock-/punkbandet C.AARMÉs självbetitlade debutalbum, utgivet 23 februari 2004 på Burning Heart Records. Skivan utgavs både på CD och LP.

## Låtlista
1. "Gasmask"
2. "Tu Puta Mi Casa"
3. "Visions"
4. "O'Neill Oh No"
5. "What's the Problem Mussolini"
6. "Aimless"
7. "High Tech"
8. "Moron"
9. "It Must Hurt Now"
10. "No Gracias"
11. "Baise Moi"
12. "The Gag"
13. "Worst Part"
14. "Total Trash"
15. "I Am a Princess"

## Mottagande
C.AARMÉ snittar på 3,3/5 på Kritiker.se, baserat på fem recensioner.

### Fotnoter
1. ↑  ”C.AARMÉ”. Discogs.com. http://www.discogs.com/CAarm%C3%A9-CAarm%C3%A9/release/650743. Läst 1 maj 2012.
2. ↑  ”C.AARMÉ”. Kritiker.se. https://kritiker.se/skivor/caarme/caarme/. Läst 1 maj 2012.